# Єлизавета Софія Саксен-Альтенбурзька
Єлизавета Софія Саксен-Альтенбурзька (нім. Elisabeth Sophia von Sachsen-Altenburg, 10 жовтня 1619 — 20 грудня 1680) — принцеса Саксен-Альтенбургу з династії Веттінів, донька герцога Саксен-Альтенбурзького Йоганна Філіпа та Єлизавети Брауншвейг-Вольфенбюттельської, дружина герцога Саксен-Готського Ернста I Благочесного.

## Життєпис
Єлизавета Софія народилась 10 жовтня 1619 року у Галле. Вона була єдиною донькою герцога Саксен-Альтенбурзького Йоганна Філіпа та його дружини Єлизавети Брауншвейг-Вольфенбюттельської. Матір була старшою від батька і для неї це був вже другий шлюб.
У 17 років була пошлюблена Ернстом Саксен-Веймарським, який був вдвічі старшим за неї. Весілля відбулося 24 жовтня 1636 року в Альтенбурзі. За чотири роки Ернст, після переділу земель зі своїми братами, став герцогом Саксен-Готським. 
У шлюбі Єлизавета Софія народила вісімнадцятеро дітей.

## Родина
Чоловік Ернст I, герцог Саксен-Готський
Діти:

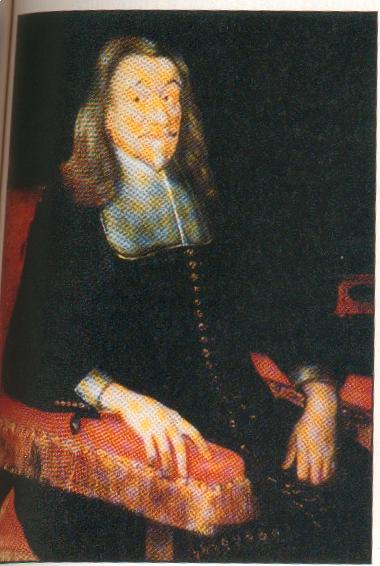
Ернст I

- Йоганн Ернст (18 вересня—27 листопада 1638) — помер немовлям;
- Єлизавета Доротея (1640—1709) — дружина ландграфа Гессен-Дармштадтського Людвіга VI, народила восьмеро дітей;
- Йоганн Ернст (1641—1657) — помер 16-річним від віспи;
- Крістіан (23 лютого 1642) — помер після народження;
- Софія (1643—1657) — померла 14-річною від віспи;
- Йоганна (1645—1657) — померла 12-річною, можливо, від віспи;
- Фрідріх (1646—1691) — герцог Саксен-Гота-Альтенбурзький, був двічі одружений, мав вісьмох дітей від першого шлюбу;
- Альбрехт (1648—1698) — герцог Саксен-Кобурзький; був двічі одружений, мав єдиного сина, що помер немовлям;
- Бернхард (1649—1706) — герцог Саксен-Майнінгенський, був двічі одружений, залишив дванадцятеро нащадків;
- Генріх (1650—1710) — герцог Саксен-Рьомхільдський, був пошлюблений із Марією Єлизаветою Гессен-Дармштадтською, дітей не мав.
- Крістіан (1653—1707) — герцог Саксен-Айзенберзький, був пошлюблений із Крістіаною Саксен-Мерзебурзькою, а після її смерті — із Софією Марією Гессен-Дармштадтською, мав одну доньку.
- Доротея Марія (1654—1682) — принцеса Саксен-Гота-Альтенбурзька, померла неодруженою у віці 28 років.
- Ернст (1655—1715) — герцог Саксен-Хільдбургхаузен, одружений із Софією Генрієттою фон Вальдек, мав п'ятьох дітей.
- Йоганн Філіп (1 березня—19 травня 1657) — помер немовлям;
- Йоганн Ернст (1658—1729) — герцог Саксен-Кобург-Заальфельдський, був двічі одружений, мав одинадцятеро дітей;
- Йоганна Єлизавета (2 вересня—18 грудня 1660) — померла немовлям;
- Йоганн Філіп (1661—1662) — помер немовлям;
- Софія Єлизавета  (19—23 травня 1663) — померла немовлям.